# Nadine Broersen
Nadine Martina Broersen (Hoorn, 29 aprile 1990) è una multiplista olandese.

## Biografia
Ha gareggiato ai Giochi olimpici di Londra del 2012, arrivando 13ª nell'eptathlon, con il punteggio di 6 319 punti, nuovo record personale.
Ai Mondiali indoor di Sopot 2014 ottiene la sua prima medaglia internazionale conquistando il titolo mondiale nella specialità del pentathlon. Con il punteggio di 4 830 stabilisce anche il nuovo record nazionale olandese.

## Palmarès
| Anno | Manifestazione   | Sede           | Evento     | Risultato | Prestazione | Note                                     |
| ---- | ---------------- | -------------- | ---------- | --------- | ----------- | ---------------------------------------- |
| 2009 | Europei juniores | Novi Sad       | Eptathlon  | 5ª        | 5 456 p.    |                                          |
| 2011 | Europei under 23 | Ostrava        | Eptathlon  | 9ª        | 5 740 p.    |                                          |
| 2012 | Giochi olimpici  | Londra         | Eptathlon  | 11ª       | 6 319 p.    | Miglior prestazione personale            |
| 2013 | Europei indoor   | Göteborg       | Pentathlon | 12ª       | 3 707 p.    |                                          |
| 2013 | Mondiali         | Mosca          | Eptathlon  | 10ª       | 6 224 p.    |                                          |
| 2014 | Mondiali indoor  | Sopot          | Pentathlon | Oro       | 4 830 p.    | Record nazionale                         |
| 2014 | Europei          | Zurigo         | Eptathlon  | Argento   | 6 498 p.    |                                          |
| 2015 | Europei indoor   | Praga          | Pentathlon | dnf       | dnf         |                                          |
| 2015 | Mondiali         | Pechino        | Eptathlon  | 4ª        | 6 491 p.    |                                          |
| 2016 | Europei          | Amsterdam      | Eptathlon  | dnf       | dnf         |                                          |
| 2016 | Giochi olimpici  | Rio de Janeiro | Eptathlon  | 13ª       | 6 300 p.    |                                          |
| 2017 | Europei indoor   | Belgrado       | Pentathlon | 5ª        | 4 582 p.    |                                          |
| 2017 | Mondiali         | Londra         | Eptathlon  | dnf       | dnf         |                                          |
| 2019 | Mondiali         | Doha           | Eptathlon  | 6ª        | 6 392 p.    | Miglior prestazione personale stagionale |
| 2021 | Europei indoor   | Toruń          | Pentathlon | 10ª       | 3 556 p.    |                                          |
| 2021 | Giochi olimpici  | Tokyo          | Eptathlon  | dnf       | dnf         |                                          |